# 釣り★スタ
『釣り★スタ』（つりスタ）は、GREEで配信されているソーシャルゲーム。

## 概要
2007年5月24日にGREEより世界初のモバイルソーシャルゲームとして配信が開始された。このソーシャルゲームがリリースされてから、2年半でゲーム登録ユーザー数は1500万人を突破し、グリーの成長を牽引したという。また、グリーが提供するゲームとしては、トップクラスの人気を誇るものとされている。
リリースされた当初はフィーチャーフォン向けであったが、2011年3月30日からはスマートフォン（Android、iOS）向けアプリもリリースされた。スマートフォン向けアプリは、フィーチャーフォン版とのデータ連動が実現されており、ユーザーはデータを引き継いでプレイすることが可能。

## ゲームシステム
このゲームでは、川釣りと海釣りの両方がプレイ可能。魚の種類は数百匹ある。川釣りでは、竿を投げ、浮きが沈んだらタイミングに合わせタップする。海釣りでは、ルアーを引き、魚にハートマークが表示され、ルアーにかかるタイミングでタップする。魚を釣り上げれば、ポイントを獲得でき、リールやエサ等と交換可能。
川の称号と海の称号があり、称号が上がれば新しい釣り場でプレイできる。
毎日釣りイベントが開催されており、釣りスタツアーで図鑑をコンプリートすれば、秘密の釣り場が登場する。また、手に入らない竿や旬な魚を入手することも可能。

## 釣りスタ ワールドツアー
『釣りスタ ワールドツアー』（つりスタ ワールドツアー）は、WFSより2019年1月31日に配信が開始されたダウンロード専用ゲームソフト。日本を始め、北アメリカやヨーロッパを含む世界38か国や地域で配信された。スマートフォン向けアプリを展開してきたWFSにとっては、初のNintendo Switch向け作品となる。
このゲームソフトは、ゲーム内の条件をクリアすることで様々釣り場を巡り魚を釣り上げるといったものである。Joy-Conをリールとロッドに見立てた「Joy-Con2本持ち」を始めとする、Nintendo Switchでの全ての操作感に対応。また、トローリング形式のミニゲームではToy-Conでの操作にも対応している。